# Гоносфанадига
Гоносфанадига (итал. Gonnosfanadiga) је насеље у Италији у округу Медио Кампидано, региону Сардинија.
Према процени из 2011. у насељу је живело 6423 становника. Насеље се налази на надморској висини од 190 м.

## Становништво
| 1936. | 1951. | 1961. | 1971. | 1981. | 1991. | 2001. | 2011. |
| ----- | ----- | ----- | ----- | ----- | ----- | ----- | ----- |
| 5.822 | 7.259 | 7.211 | 7.079 | 7.322 | 7.320 | 6.970 | 6.702 |